# Otto Wilhelm von Berlepsch
Otto Wilhelm von Berlepsch (* 1618; † 29. Oktober 1683 in St. Pölten, Niederösterreich) war landgräflicher Erbkämmerer, Oberschenk und Schlosshauptmann  beim Großen Kurfürsten und kursächsischer General.

## Leben

### Herkunft und Familie
Otto Wilhelm von Berlepsch entstammte dem Haus Berlepsch, einem alten hessischen Adelsgeschlecht, das sich nach der Zerstörung seiner südniedersächsischen Stammburg Barlissen  im 14. Jahrhundert an der Werra festsetzte, wo es bereits im Besitze mehrerer Güter war. Später breitete sich die Familie von Hessen nach Thüringen und Sachsen aus. Er war der Sohn des Hofmarschalls Erich Volkmar von Berlepsch (1581–1641) und dessen Gemahlin Elisabeth von Berlepsch.
Er heiratete Christiane Sybille von der Taube (1635–1675). Aus der Ehe gingen drei Töchter und ein Sohn hervor, der 1687 als Hannoveraner Cornet in der Weser bei Hameln ertrank.

### Wirken
Otto Wilhelm schlug eine militärische Laufbahn ein und war zunächst Obristleutnant in der Hessen-kasselschen Armee und nahm an den Kampfhandlungen während des Dreißigjährigen Krieges, in dem Hessen an der Seite Schwedens gegen die kaiserlichen Truppen kämpfte, teil.
Unter dem Landgrafen  Wilhelm VI. von Hessen war er der 21. Erbkämmerer, eines der höchsten Hofämter im hessischen Adel. Arnold von Berlepsch, einer seiner Vorfahren, hatte im Jahre 1369 vom Landgrafen Heinrich II. das erbliche Amt des Kämmerers erhalten.
Bis zum Jahre 1968,  dem Jahr der Abschaffung der Hofämter in Deutschland durch Papst Paul VI., bekleidete jeweils der älteste in Hessen landsässige Berlepsch – mit Unterbrechung – das damalige Amt des Erbkämmerers von Hessen.
1641 trat er in die Dienste Kursachsens und wurde hier General  und Kriegsrat. 1644 wurde er als der „Nachgebende“ in die Fruchtbringende Gesellschaft aufgenommen.
Von 1656 bis 1662 war in Diensten von Kurbrandenburg, wo er den Rang eines Obersts einnahm. Daran anschließend war er Oberschenk und Schlosshauptmann bei Friedrich Wilhelm von Brandenburg, dem Großen Kurfürsten.  Von Berlepsch war für die Sicherheit in der kurfürstlichen Residenz in Berlin-Cölln verantwortlich. Er wurde Geheimer Kriegsrat und 1673 Oberster Kriegskommissar. 1675 zum Generalquartiermeister ernannt, wechselte er nach Sachsen-Gotha, das 1672 durch Teilung entstanden war. 1676 nahm er als Gesandter an Verhandlungen in Wien teil und wurde später Kommandant in Gotha.
Während des Türkenkriegs nahm er 1683 als kaiserlicher und sächsischer General im Entsatzheer an der Schlacht am Kahlenberg teil. Auf dem Rückzug von dieser Schlacht, die mit einem Angriff auf die Türken am 12. September 1683 begann, starb er in Niederösterreich an der Roten Ruhr.